# Darren Campbell
Darren Campbell, född 12 september 1973 i Moss Side i Manchester, England, är en brittisk före detta friidrottare (kortdistanslöpare).
Campbells främsta meriter är stafettguld med Storbritannien på 4x100 m i OS i Aten 2004, silver på 200m vid OS i Sydney 2000 och EM-guld 1998 på 100 meter och i stafett. Campbell, en av Europas meritmässigt främsta sprinters genom tiderna, slutade tävla i slutet av 2006.

## Karriär
Campbell vann guld på 100 och 200 meter samt 4x100 meter vid Junior-EM 1991 i Thessaloniki. År 1992 var Campbell med i det segrande brittiska laget på 4x100 meter i Junior-VM, medan han individuellt fick nöja sig med silver på både 100 och 200 meter bakom Ato Boldon. Vid Stuttgart-VM 1993 gjorde Campbell sin verkliga debut i seniorlandslaget, han deltog som en av löparna i stafettlaget. Till följd av skador lade Campbell sedan ned friidrottskarriären och valde i stället att spela fotboll i två säsonger, bland annat på professionell nivå. År 1995 återupptog Campbell friidrotten och deltog som stafettlöpare i OS i Atlanta 1996 (dock så tappade en annan brittisk löpare pinnen innan han nådde Campbell, varför Campbell de facto inte sprang i Atlanta). I Aten-VM 1997 vann Campbell sin första seniormedalj i internationella sammanhang då det brittiska laget knep bronser på 4x100 meter. Britternas tid, 38,14, var endast en hundradel bättre än Kuba på fjärdeplatsen. Vann gjorde Kanada (37,86) före Nigeria (38,07).
I Budapest 1998 noterade Campbell personligt rekord med 10,04 då han vann EM-finalen på 100 meter före landsmannen Chambers (10,10) och greken Papadias (10,17). Vidare löpte Campbell andrasträckan i det brittiska laget som överlägset vann stafettn 4x100 meter på tiden 38,52 före Frankrike (38,87) och Polen (38,98). Samma år vann Campbell stafetten 4x100 meter i Samväldesspelen med England på tiden 38,20 före Kanada (38,46) och Australien (38,69). I VM 1997 fick Campbell respass redan i semifinalen på 100 meter men vann silver med Storbritannien i stafetten. Britterna noterade i finalen, ännu gällande, Europarekord med 37,73. Guldet vanns av USA på tiden 37,59 och bronset av Brasilien (38,05).
Vid OS 2000 i Sydney blev Campbell överraskande femte man i finalen på 100 meter. Men det var på 200 meter Campbell fick uppleva den individuella karriärens höjdpunkt då han vann silvermedaljen på tiden 20,14, endast slagen av greken Konstantinos Kederis (senare avstängd för dopning) som sprang på 20,09. Campbell noterade personligt rekord i kvartsfinalen då han löpte i mål på tiden 20,13.
År 2001 drogs Campbell med skador men återkom i gott slag till EM 2002 då han vann silver på 100 meter. Campbell var tredje löpare i mål varför han erhöll bronsmedaljen men detta utbyttes mot silvret då den ursprunglige segraren Dwain Chambers diskvalificerades p.g.a. dopning. Chambers eskapader innebar även att det segrande brittiska laget (där Campbell och Chambers ingick) fråntogs segern. På 200 meter tillhörde Campbell favoriterna bakom Konstantinos Kederis men diskvalificerades i kvartsfinalen efter att han löpt in på banan innanför (Campbell var först i mål).
Samma år avgjordes Samväldesspelen i Campbells hemstad Manchester. Campbell vann där bronset på 200 meter på 20,21, besegrad endast av Frankie Fredericks (20,06) och Marlon Devonish (20,19). Stafetten avgjorde Campbell själv då han på sista sträckan besegrade Jamaicas Asafa Powell i en av de mest dramatiska finalerna på 4x100 meter någonsin - målfoto fick avgöra mellan England och Jamaica, fick samma sluttid (38,62).
I VM 2003 i Paris vann Campbell bronsmedaljen på 100 meter på tiden 10,08, samma tid som silvermedaljören Darrel Brown från Trinidad och endast en hundradel efter segrarern Kim Collins från Saint Kitts och Nevis. På 200 meter blev Campbell fjärde man i mål, knappt slagen av bronsmedaljören Shingo Suetsugu från Japan. På 4x100 var det brittiska laget tvåa i mål, två hundradelar bakom USA, men fråntogs silvermedaljerna till följd av Dwain Chambers missbruk av anabola steroider.
Vid OS 2004 löpte Campbell andrasträckan i det brittiska laget som överraskande besegrade USA på 4x100 meter och därmed blev olympiska mästare. Loppet avgjordes av Mark Lewis-Francis som höll världsrekordhållaren Maurice Greene stången på slutsträckan. Individuellt var dock olympiaden ett misslyckande för Campbell då han tidigt slogs ut på både 100 och 200 meter.
Campbell vann sin sista mästerskapsmedalj i Göteborg i EM 2006 där det brittiska laget vann finalen över 4x100 meter på tiden 38,91 före Polen (39,05) och Frankrike (39,07).

## Meriter
Guldmedaljer
- OS 2004 4x100 meter (Storbritannien: Gardener, Campbell, Devonish och Lewis-Francis, 38,07)
- EM 1998 100 meter (10,04)
- EM 1998 4x100 meter (Storbritannien: Condon, Campbell, Walker och Golding, 38,52)
- EM 2006 4x100 meter (Storbritannien: Chambers, Campbell, Devonish och Lewis-Francis, 38,91)
- Samväldesspelen 1998 4x100 meter (England: Chambers, Devonish, Golding och Campbell 38,20 engelskt rekord)
- Samväldesspelen 2002 4x100 meter (England: Gardener, Devonish, Condon och Campbell, 38,62)

* EM 2002 4x100 meter (Storbritannien: Malcolm, Campbell, Devonish och Chambers, 38,19) Senare diskvalificerade p.g.a. att Chambers befanns vara dopad
Silvermedaljer
- OS 2000 200 meter (20,14)
- VM 1999 4x100 meter (Storbritannien: Gardener, Campbell, Devonish och Chambers, 37,73) (Europarekord)
- EM 2002 100 meter (10,15)

* VM 2003 4x100 meter (Storbritannien: Malcolm, Campbell, Devonish och Chambers, 38,08) Diskvalificerade p.g.a. Chambers dopning
Bronsmedaljer
- VM 1997 4x100 meter (Storbritannien: Braithwaite, Campbell, Walker och Golding, 38,14)
- VM 2003 100 meter (10,08)
- Samväldesspelen 2002 200 meter (20,21)

## Rekord
- 100 meter: 10,04, Budapest, Ungern 19 augusti 1998
- 200 meter: 20,13, Sydney, Australien, 27 september 2000

Inomhus
- 50 meter: 5,77, Madrid, Spanien, 16 februari 1999
- 60 meter: 6,59, Birmingham, England, 21 februari 2003
- 200 meter: 20,83 Birmingham, England, 21 februari 2003